# 44. vestlige længdekreds
Den 44. vestlige længdekreds (eller 44 grader vestlig længde) er en længdekreds, der ligger 44 grader vest for nulmeridianen. Den løber gennem Ishavet, Grønland, Atlanterhavet, Sydamerika, det Sydlige Ishav og Antarktis.